# اسکریلکس
سانی جان مور (به انگلیسی: Sonny John Moore) (زادهٔ ۱۵ ژانویهٔ ۱۹۸۸)، که بیشتر با نام حرفه‌ای اسکریلکس (به انگلیسی: Skrillex) شناخته می‌شود، یک تهیّه‌کنندهٔ موسیقی الکترونیک آمریکایی است. او همچنین قبلاً خوانندهٔ اصلی گروه آمریکایی از اوّل تا آخر بوده‌است. در اواخر پاییز سال ۲۰۰۷ او به نخستین تور انفرادی‌اش رفت. در سال ۲۰۱۱ او موفّق شد نامزد دریافت پنج جایزهٔ گرمی - از جمله بهترین هنرمند جدید شود که سرانجام سه جایزه را برد، و در سال ۲۰۱۲ از بین ۱۰۰ دی‌جی برتر جهان رتبه دهم را از آن خود کرد.

## ترانه‌شناسی

### آلبوم‌های استدیویی
- زنگ تفریح (۲۰۱۴)

### تک‌آهنگ‌ها
- رمیکس تک‌آهنگ Humble از کندریک لامار در ساند کلود بشنوید
- از بهترین داب استپ های (Dubstep) اسکریلکس می‌توان به بنگارنگ (Bangarang) همراه با سیراه (Sirah) که در سال ۲۰۱۱ بود و آهنگ‌های Scary monsters and nice sprites و First Of The Year و (Recess (ft.Kill the Noise اشاره کرد.